# بؤرة السلاح

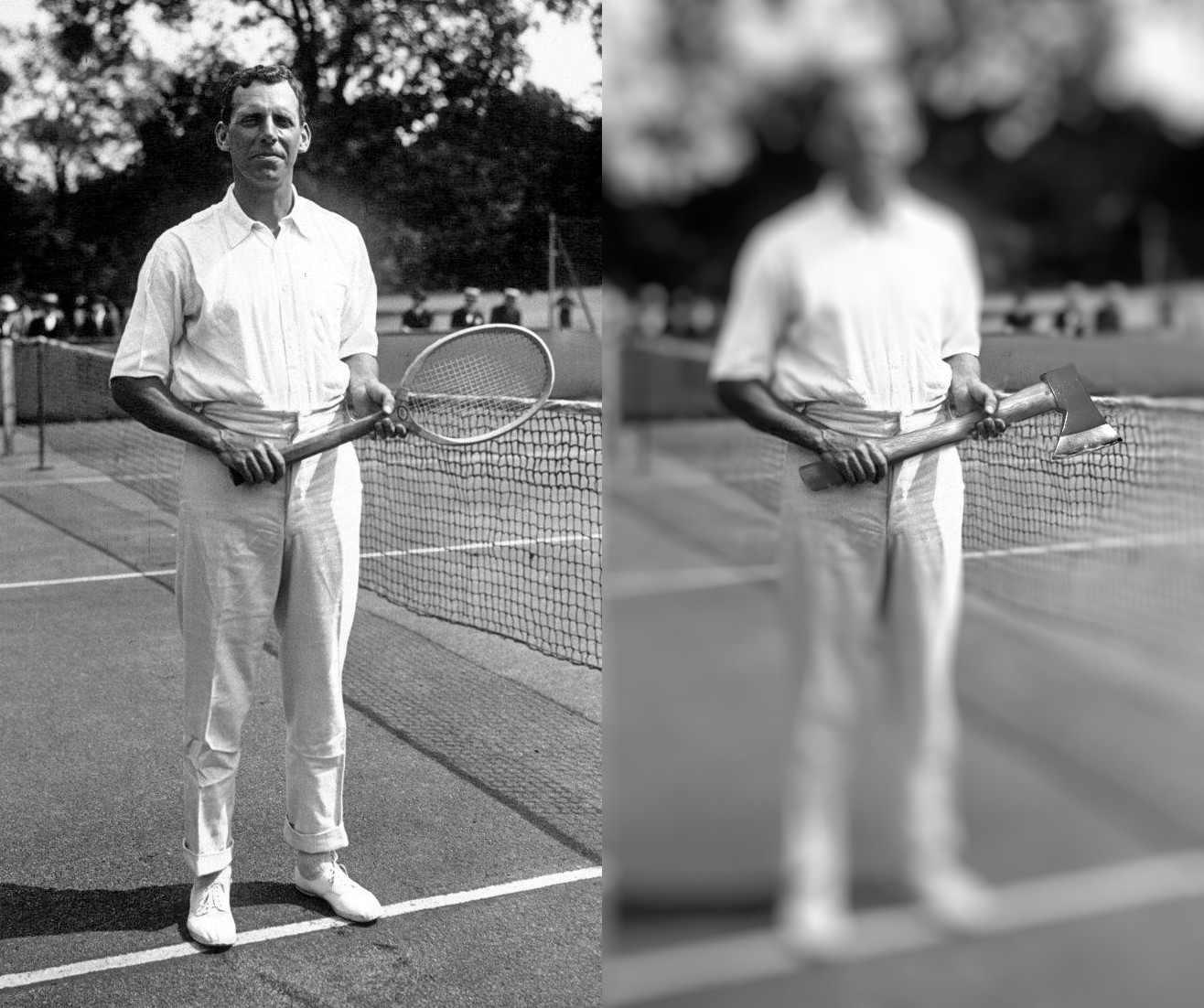
إن الشخص الذي يحمل شيئًا متوقعًا في سياق معين (مضرب تنس في ملعب تنس، على اليسار) لا يؤدي إلى تركيز انتباه المشاهد بشكل خاص. أما الشخص الذي يحمل شيئًا غير متوقع ومهدد (فأس، على اليمين) فيؤدي إلى تركيز المشاهد بشكل أكبر على هذا الشيء.

بؤرة السلاح أو التركيز على السلاح (بالإنجليزية: Weapon focus)‏ أحد العوامل التي تؤثر على موثوقية شهادة شهود العيان. ويشير مصطلح بؤرة السلاح إلى أن انتباه الشاهد على الجريمة يتحول إلى السلاح الذي يحمله الجاني، مما يترك أقل اهتمامًا بالتفاصيل الأخرى في المشهد، ويؤدي إلى ضعف الذاكرة لاحقًا في التفاصيل الأخرى. وارتبطت كل من إليزابيث لوفتوس ويويلي وبيرنز بدراسات أظهرت وجود تأثير بؤرة السلاح. وفقا لمسح عام 2001 لخبراء شهود العيان، وجد 87٪ منهم أن التأثير يمكن الاعتماد عليه بما يكفي لتشكيل أساس شهادة الخبراء في المحاكمات الجنائية.